# Марагос, Эндрю
Э́ндрю Джордж «Э́нди» Мараго́с (англ. Andrew George «Andy» Maragos; род. 21 января 1945, Майнот, Северная Дакота, США) — американский военнослужащий, бизнесмен и политик-республиканец, член Палаты представителей Северной Дакоты. Ветеран войны во Вьетнаме. Член Американского легиона и организации «Ветераны иностранных войн».

## Биография
Родился в семье греческих иммигрантов Джорджа С. Марагоса и Констанс Ангелопулос. Его отец был родом из Кастаньи, а мать из Гаргальяни (Пелопоннес, Греция). Семья занималась бизнесом, владела розничным бакалейным магазином. Один из его братьев, Теодор Дж. «Тед» Марагос (1933—2006), в возрасте 27 лет стал самым молодым членом Палаты представителей Северной Дакоты в её истории.
В 1968 году окончил Университет Северной Дакоты со степенью бакалавра наук.
В 1968—1978 служил в Армии США, в том числе в 1969—1970 годах во Вьетнаме. Вышел в отставку в звании капитана.
Работал биржевым маклером и кассиром в железнодорожной компании «Amtrak».
В 1993—2006, 2011—2018 годах — член Палаты представителей Северной Дакоты.
В 2011 году Сенат Северной Дакоты принял внесённую Тимом Матерном и Эндрю Марагосом резолюцию в поддержку религиозной свободы для Вселенского Патриархата Константинополя. В резолюции, являющейся частью инициированного в 2006 году Орденом святого апостола Андрея проекта «Religious Freedom Resolutions», содержится призыв к правительству Турции уважать религиозные свободы и права греческого православного меньшинства в преимущественно мусульманской стране после десятилетий юридических споров, конфискации имущества и закрытия в 1971 году единственной православной духовной семинарии в Турции — Халкинской богословской школы.
В 2015 году поддержал внесённый демократами в Сенат Северной Дакоты законопроект, запрещающий дискриминацию в отношении, кроме прочего, гомосексуалов и транссексуалов.

## Личная жизнь
Женат.